# Nậm Mu
Nậm Mu là phụ lưu cấp 1 của Sông Đà, chảy ở các tỉnh Lai Châu và Sơn La, Việt Nam .
Sông có chiều dài 181 km và diện tích lưu vực là 3.433 km².

## Dòng chảy
Nậm Mu khởi nguồn từ mạng sông suối ở vùng núi các xã Hồ Thầu, Bản Giang, Bản Hon, Khun Há, Bình Lư thuộc huyện Tam Đường tỉnh Lai Châu. Trong số đó dòng lớn nhất là Nậm Pe từ Hồ Thầu chảy theo hướng đông nam. 22°22′33″B 103°35′13″Đ / 22,37583°B 103,58694°Đ.
Tại thung lũng xã Bình Lư hợp lưu có tên là dòng Nậm Mu 22°19′0″B 103°37′5″Đ / 22,31667°B 103,61806°Đ.
Từ đó sông chảy uốn lượn theo hướng chính là đông nam, qua các xã Nà Tăm, Nậm Cần, Tà Mít, Tà Gia, Khoen On tỉnh Lai Châu, Chiềng Lao tỉnh Sơn La, và đến Mường Trai thì đổ vào sông Đà.

## Các phụ lưu
- Dòng Nậm Đích chảy từ xã Khun Há đến đổ vào bờ phải Nậm Mu ở thị trấn Tam Đường
- Dòng Nậm Sỏ chảy từ xã Nậm Sỏ đến đổ vào bờ phải Nậm Mu ở xã Tà Mít 22°0′55″B 103°43′33″Đ / 22,01528°B 103,72583°Đ.
- Dòng Nậm Mít chảy từ xã Hố Mít qua Pắc Ta, Mường Mít đến đổ vào bờ trái Nậm Mu ở xã Pha Mu 21°58′48″B 103°46′24″Đ / 21,98°B 103,77333°Đ.
- Dòng Nậm Kim là sông chảy từ huyện Mù Cang Chải đến đổ vào bờ trái Nậm Mu ở xã Mường Kim 21°51′15″B 103°50′43″Đ / 21,85417°B 103,84528°Đ.
- Dòng Nậm Mó chảy từ xã Lao Chải huyện Mù Cang Chải đến đổ vào bờ trái Nậm Mu ở xã Khoen On 21°43′51″B 103°51′23″Đ / 21,73083°B 103,85639°Đ.
- Dòng Nậm Trai chảy từ xã Chế Tạo huyện Mù Cang Chải qua Hua Trai đến đổ vào bờ trái Nậm Mu ở xã Mường Trai 21°35′32″B 103°56′29″Đ / 21,59222°B 103,94139°Đ.

## Thủy điện
Trên dòng Nậm Mu đã và đang xây dựng các thủy điện, và các thủy điện này được đặt tên theo địa danh đặc trưng cho nơi đặt nhà máy. Xem Chỉ dẫn.
Thủy điện Bản Chát công suất 220 MW, xây dựng tại bản Chát, xã Mường Kim huyện Than Uyên, đã vận hành từ năm 2013 . 21°52′29″B 103°49′22″Đ / 21,87472°B 103,82278°Đ
Thủy điện Huội Quảng công suất thiết kế 520 MW, xây dựng tại xã Chiềng Lao, huyện Mường La, tỉnh Sơn La, dự kiến hoàn thành năm 2016 .21°41′34″B 103°52′55″Đ / 21,69278°B 103,88194°Đ. Đây là nơi dòng suối nhỏ Huổi Quảng đổ vào bờ trái Nậm Mu ở bản Tàng Khê, song khi lập ra dự án khảo sát thì trong tên của thủy điện dấu hỏi rơi xuống dưới thành dấu nặng cho ra "Huội Quảng" .

## Chỉ dẫn
1. ↑  Trong tiếng Tày-Thái "Nậm" đã có nghĩa là nước, sông, suối.

- Khi các thủy điện trên dòng Nậm Mu ở Sơn La được quy hoạch thì tên gọi "Thủy điện Nậm Mu" đã được đặt cho một thủy điện tý hon có công suất 12 MW đã xây dựng năm 2003 ở xã Tân Thành, Bắc Quang, tỉnh Hà Giang [7]. Vì thế các thủy điện trên dòng Nậm Mu ở Sơn La chuyển sang dùng các tên theo địa danh đặt nhà máy.